# Acilia Nord

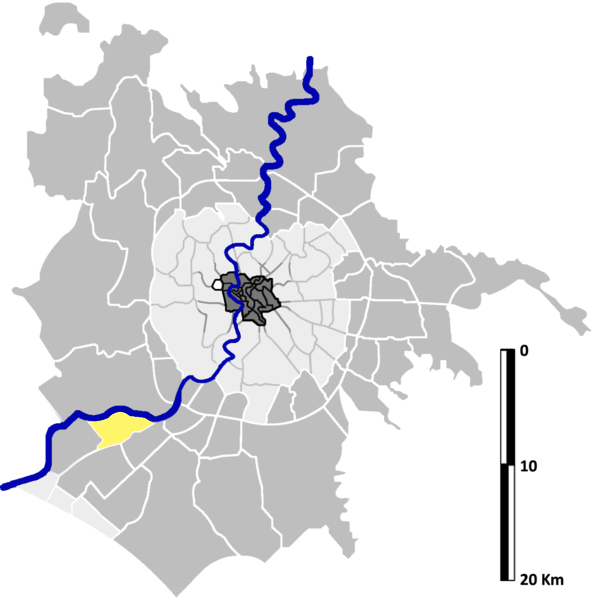
Lage von Acilia Nord in Rom

Acilia Nord bezeichnet die 32. Zone, abgekürzt als Z.XXXII, der italienischen Hauptstadt Rom. Im Gegensatz zu den Rioni, Quartieri und Suburbi sind es die ländlicheren Gebiete von Rom. Sie gehört zum Municipio X und zählt 30.890 Einwohner (2016). Sie befindet sich im Südwesten der Stadt außerhalb der römischen Ringautobahn A90 und hat eine Fläche von 10,502 km². Sie liegt südlich des Tibers.

## Geschichte
Acilia Nord wurde am 13. September 1961 durch Beschluss des Commissario Straordinario gegründet. Damals wurde der Ager Romanus in 59 Zonen geteilt, denen eine römische Zahl zugeteilt und ein Z vorgestellt wurde. Davon wurden sechs an die neugegründete Gemeinde Fiumicino komplett ausgegliedert und drei weitere teilweise.

## Sehenswürdigkeit
- San Francesco d’Assisi ad Acilia
- Santa Maria Regina dei Martiri in Via Ostiense
- San Maurizio Marire
- Santi Cirillo e Metodio